# Văn phòng Liên lạc Chính phủ Nhân dân Trung ương tại Ma Cao
Văn phòng liên lạc tại Ma Cao, tên chính thức là Văn phòng Liên lạc Chính phủ Nhân dân Trung ương tại Đặc khu hành chính Ma Cao (tiếng Trung: 中央人民政府駐澳門特別行政區聯絡辦公室 (abbreviated: tiếng Trung: 聯絡辦公室); tiếng Bồ Đào Nha: Gabinete de Ligação do Governo Central na RAEM) là văn phòng đại diện của Quốc vụ viện Cộng hòa Nhân dân Trung Hoa (CPG) ở Ma Cao. Cơ quan đối tác của nó ở Trung Quốc đại lục là Văn phòng Đặc khu hành chính Ma Cao ở Bắc Kinh.
Đây là một trong ba cơ quan của Chính phủ Nhân dân Trung ương trong Đặc khu hành chính Ma Cao. Hai người kia là Văn phòng Bộ Ngoại giao của Cộng hòa Nhân dân Trung Hoa tại Khu Hành chính Đặc biệt Ma Cao và Quân đội Giải phóng Nhân dân tại Ma Cao.

## Lịch sử
Văn phòng được thành lập vào ngày 18 tháng 1 năm 2000. Văn phòng này thay thế chi nhánh cũ của Tân Hoa Xã. Văn phòng đặt tại Tòa nhà Tân Hoa. Tòa nhà mới mở cửa vào ngày 16 tháng 1 năm 2010 tại khu Đại Đường.
Khi Ma Cao thuộc quyền quản lý của Bồ Đào Nha, Cộng hòa Nhân dân Trung Hoa được đại diện không chính thức bởi công ty thương mại Nam Quang, sau này được gọi là Doanh nghiệp Trung ương Trung Quốc Nam Quang. Được thành lập vào năm 1949, chính thức thúc đẩy quan hệ thương mại giữa Ma cao và Trung Quốc đại lục, nó hoạt động như đại diện không chính thức và "chính phủ bóng" của Cộng hòa Nhân dân liên quan đến chính quyền Bồ Đào Nha.
Nó cũng dùng để thách thức đối thủ "Ủy ban Đặc biệt của Bộ Ngoại giao Trung Hoa Dân quốc" trên vùng lãnh thổ này, vốn đại diện cho chính quyền Trung Quốc Quốc dân Đảng tại Đài Loan, đã bị đóng sau sự cố Cộng sản 12-3 vào năm 1966, sau đó chính quyền Bồ Đào Nha đã đồng ý cấm tất cả các hoạt động của Trung Quốc Quốc dân Đảng tại Ma Cao. Sau cuộc Cách mạng hoa cẩm chướng, Bồ Đào Nha đã định nghĩa lại Ma Cao là "lãnh thổ Trung Quốc dưới quyền hành chính của Bồ Đào Nha" vào năm 1976. Tuy nhiên, Lisboa đã không thiết lập quan hệ ngoại giao với Bắc Kinh cho đến năm 1979.
Năm 1984, Nam Quang được chia thành hai lĩnh vực chính trị và thương mại. Ngày 21 tháng 9 năm 1987, chi nhánh Ma Cao của Tân Hoa Xã được thành lập, như ở Hồng Kông, trở thành đại diện không chính thức của Bắc Kinh, thay thế Nam Quang. Vào ngày 18 tháng 1 năm 2000, một tháng sau khi chuyển giao chủ quyền trên Ma Cao, chi nhánh Ma Cao đã trở thành Văn phòng Liên lạc Chính phủ Nhân dân Trung ương tại Khu vực Hành chính Đặc biệt Ma Cao.

## Mối đe dọa di sản

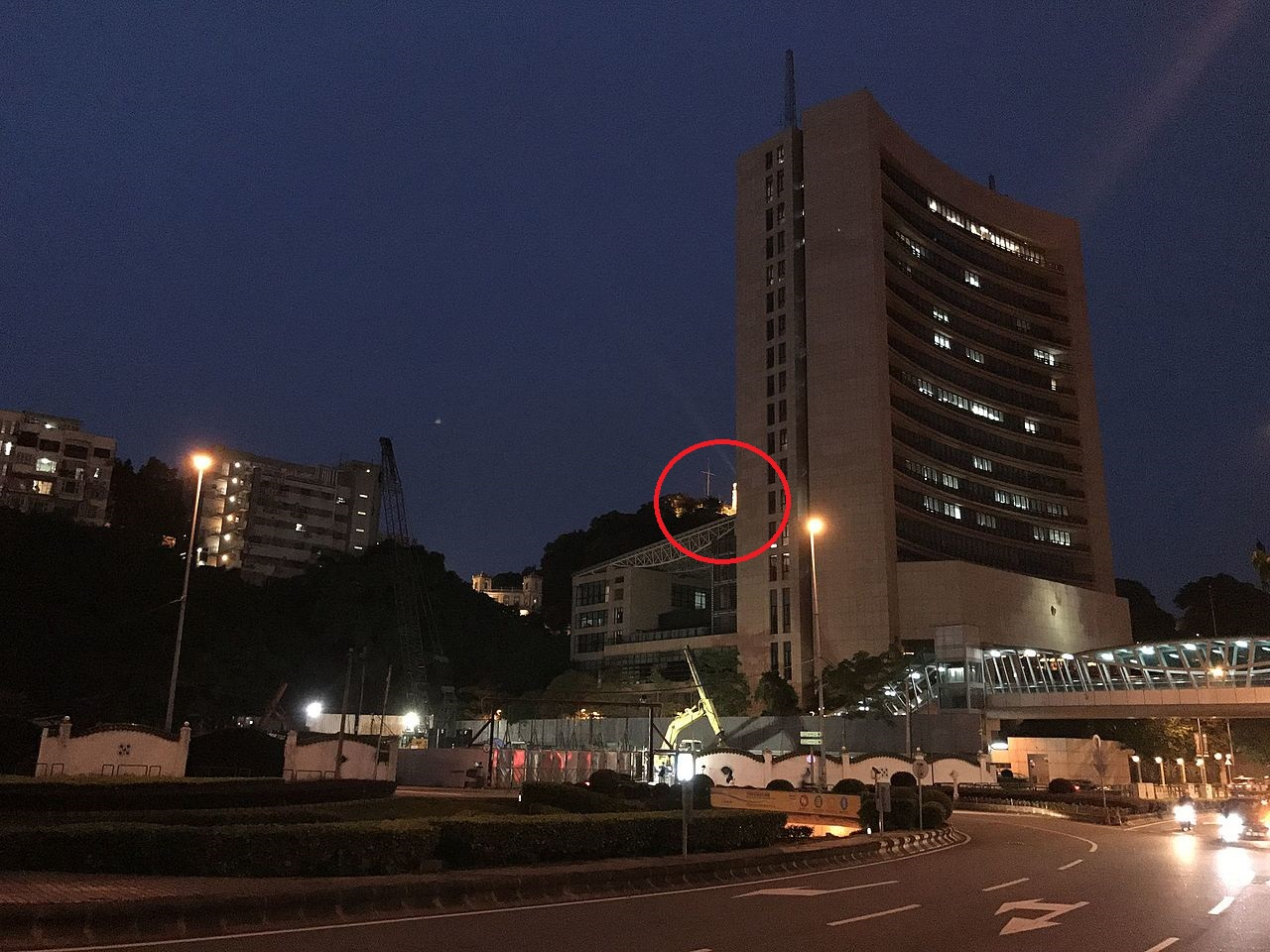
Tầm nhìn pháo đài Đông Vọng Dương bị cản trở bởi trụ sở chính văn phòng.

Năm 2007, cư dân địa phương Ma Cao đã viết một bức thư gửi cho UNESCO phàn nàn về các dự án xây dựng xung quanh di sản thế giới là Pháo đài Đông Vọng Dương, bao gồm trụ sở của Văn phòng Liên lạc (91 mét). Sau đó, UNESCO đã ban hành một cảnh báo với chính phủ Ma Cao, điều này đã dẫn đến cựu Trưởng quan hành chính Hà Hậu Hoa ký một thông báo điều chỉnh các hạn chế về chiều cao đối với các tòa nhà xung quanh trang di sản.
Trong năm 2015, Hiệp hội Ma Cao mới đã gửi một báo cáo tới UNESCO tuyên bố rằng chính phủ đã không bảo vệ di sản văn hóa của Ma Cao chống lại các mối đe dọa của các dự án phát triển đô thị. Một trong những ví dụ chính của báo cáo là trụ sở của Văn phòng Liên lạc của Nhân dân Trung ương Chính phủ, nằm trên chân đồi Đông Vọng Dương và cản trở tầm nhìn của Pháo đài Đông Vọng Dương. Một năm sau, Roni Amelan, người phát ngôn của tờ báo UNESCO, nói rằng UNESCO đã yêu cầu Trung Quốc cho thông tin và vẫn đang chờ trả lời.
Vào năm 2016, chính phủ Ma Cao đã phê duyệt giới hạn xây dựng 81 mét cho dự án khu dân cư, được cho là đi ngược lại các quy định của thành phố về chiều cao của các tòa nhà quanh Ngọn hải đăng.
Giáo sư tại Đại học Stanford Trần Minh Cầu và giáo sư tại Đại học Ma Cao Dư Vĩnh Dật nhận xét trường hợp Hải đăng đã chứng minh rằng chính phủ Ma Cao đã bỏ qua việc bảo tồn di sản trong quy hoạch đô thị.

## Giám đốc
- Châu Đỉnh
- Quách Đông Ba
- Vương Khải Nhân
- Bạch Chí Kiện[16]
- Lý Cương
- Vương Chí Dân
- Trịnh Hiểu Tùng
- Phó Tự Ứng